# Ansarul Islam
Ansarul Islam (en español: Defensores del Islam) es grupo salafista yihadista activo en Burkina Faso y Malí que aparece en diciembre de 2016. Sus bases se encontrarían en los bosques fronterizos de la zona de Mondoro, entre Burkina Faso y Mali.
La organización se considera próxima al maliense Hamadu Kufa fundador del Frente de Liberación de Macina (FLM) y se sospecha que intenta acercarse a la coalición Jama'at Nasr al-Islam wal Muslimin liderada por Iyad Ag Ghali, fundador de Ansar Dine, con los grupos AQMI, AL Murabitun y FLM.
La organización es considerada grupo terrorista por el gobierno de Burkina Faso. Fue fundada por Ibrahim Malam Dicko. Desde junio de 2017 según una página de Facebook del grupo no autentificada, el líder sería Jafar Dicko.

## Fundación
El grupo aparece en diciembre de 2016 reivindicando el ataque de Nassoumbou el 16 de diciembre en el que murieron doce soldados de una unidad antiterrorista del ejército burkinés, en un comunicado fechado el 22 de diciembre y firmado por el imam Ibrahim Malam Dicko.

## Actividad
Ansarul Islam es activo en los territorios fronterizos que separan Malí y Burkina Faso, utilizaría las localidades malienses de Douna y Selba como bases de retaguardia, pero sus combatientes aparecen también regularmente en la provincia de Soum, en Burkina.
El 16 de diciembre de 2016 el grupo realizó el ataque de Nassoumbou durante el murieron doce soldados del ejército burkinés. Diez días más tarde el nuevo grupo reivindicó su autoría.
Tras el primer ataque Ansarul Islam multiplica sus acciones violentas para promover el islam "auténtico" y restaurar el reino fulani del Macina fundado a principios del siglo XIX por Seku Amadu: ataques a puestos de seguridad, a policías y amenazas contra maestros y "malos musulmanes".
El 1.º de enero de 2017, asesina un imam de la localidad de Tongomayel, antiguo miembro de Ansarul Islam que se había distanciado del grupo. El 22 de marzo de 2017, un jefe de Ansarul Islam, Harouna Dicko fue abatido en Pétéga, en una operación de las fuerzas de seguridad burkinesas.
El 26 de marzo de 2017, los ejércitos maliense, francés y burkinés lanzan una ofensiva en el bosque de Fhero, santuario de Ansarul Islam, donde muere un soldado francés. Entre finales de abril y principios de junio, Francia desarrolla otras dos ofensivas en la región — la Operación Bayard y la Operación Dague — en el curso de las cuales mueren o son capturados una cuarentena de yihadistas.
El 28 de junio de 2017, la página Facebook no autentificada de Ansarul Islam anuncia que su nuevo jefe es a partir de ahora Jafar Dicko, dejando entender que Ibrahim Malam Dicko ya no estaría con vida.
El 12 de septiembre de 2017 en un comunicado publicado en Facebook Ansarul Islam denuncia al Groupe de soutien à l'islam et aux musulmans como responsable del ataque terrorista perpetrado el 13 de agosto de 2017 en el cafe restaurante Aziz Istanbul de Uagadugú.
Del 25 de septiembre al 29 de septiembre del 2019, miembros del ejército Burkinabe eliminaron cerca de sesenta milicianos que operaban en los alrededores de la localidad de Tapoa-Djerma, situada en el este del país, en el marco de las operaciones antiterroristas de las fuerzas de seguridad. El 13 de noviembre militantes emboscaron y mataron a catorce soldados e hiriendo ocho soldados burkinabes, después de atacarlos en el departamento de Tin-Akoff,Provincia de Oudalan. Si bien las autoridades sospecharon de Ansarul Islam, el Estado Islámico del Gran Sahara clamó responsabilidad del ataque. El 25 de febrero del 2021 las fuerzas armadas de Burkina Faso anunciaron la neutralización de 11 terroristas, esto después de un operativo tierra-aire esto en la localidades de Tasmakat, Fourkoussou y Bidy, esto en Provincia de Oudalan.

## Ataques a escuelas
Ansarul Islam parece haber iniciado ataques contra las escuelas de la provincia de Soum, en el Sahel burkinés. En finales de febrero de 2017 varios colegios de esta provincia recibieron la visita de hombres armados que amenazaron a los profesores en presencia de sus alumnos dándoles dos opciones: o dar las clases en árabe, en lugar de en francés, y enseñar el Corán, o cerrar las aulas. El 3 de marzo fue asesinado a tiros por los yihadistas en su propio colegio el maestro Salifou Badini. El asesinato provocó la huida de más de la mitad de los maestros de esta región y de la región vecina también del Sahel Oudalan.